# カウンティー・メディカル・エグザミナーズ
カウンティー・メディカル・エグザミナーズ (The County Medical Examiners) とは、米・カリフォルニア州のゴアグラインドバンドである。
バンドの特徴として、メンバー全員が、病院経営等の医療関係者である事が挙げられる。その関係も有り、現メンバーのクレジットには全員Dr.（ドクター）が付けられている。また、メンバーの年齢がゴアグラインドのバンドの中ではとりわけ高齢な事で知られ、中でもDr. Guy
Radcliffeに関しては還暦を越えている。

## ディスコグラフィ
- Fetid Putrescent Whiffs (Demo, saw limited distribution) (2001)
- Forensic Fugues and Medicolegal Medleys (LP) (Razorback Records) (2001)
- General Surgery/The County Medical Examiners Split (LP, latter half is performed by TCME) (Razorback Records) (2003)
- Reeking Rhapsodies for Chorale, Percussion, and Strings (EP) (Noise-Squatch Records) (2004)
- Olidous Operettas (LP) (Relapse Records) (Jan. 2007)